# Cloeon dipterum
Espèce
Cloeon dipterum est une espèce commune d'insectes éphéméroptères (éphémères).
Comme la plupart des membres de cet ordre, la larve vit dans l'eau et l'adulte a une vie très brève prévue uniquement pour la reproduction.

## Caractéristiques physiques

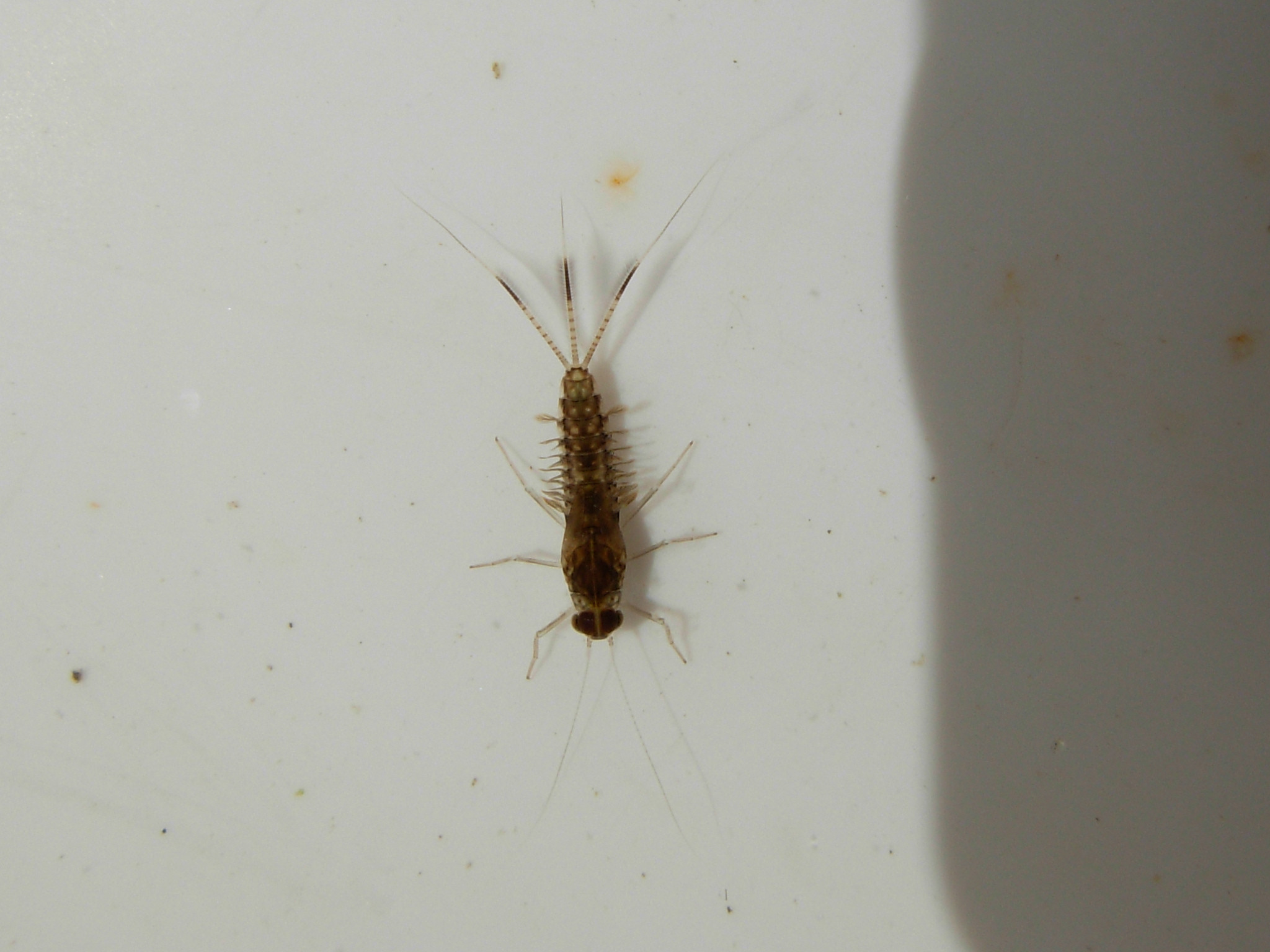
Larve de Cloeon dipterum.

- Larve : deux rangées de branchies plumeuses et mobiles sur l'abdomen.
- Nymphe : de 6 à 10 mm pour le corps.
- Imago :
  - Corps : ♂ 7 à 9 mm, ♀ 8 à 11 mm
  - Cerques : ♂ 10 à 16 mm, ♀ 12 à 15 mm
  - Ailes : de 8 à 11 mm

Cet insecte vole assez lentement et maladroitement.

## Mode de vie
Cette espèce d'éphémère est fréquente en Europe occidentale et se trouve jusqu'au Japon. Elle pond ses œufs dans les petits points d'eau naturels mais aussi artificiels où elle vit à l'état larvaire : tonneaux d'eau de pluie et abreuvoirs par exemple.
Les adultes consacrent leurs quelques jours d'existence à la reproduction.

### Alimentation
La larve se nourrit de matières organiques déposées sur la vase ou sur les parois du tonneau ou de l'abreuvoir où elle se trouve. Elle se tient immobile en mangeant avec ses mandibules mais peut nager très vite pour échapper à un danger.
Les adultes ne se nourrissent pas.

### Hivernation
Sous forme d'œufs, de larves essentiellement ; si le climat le permet, les premiers adultes apparaissent dès fin janvier (premières pontes dès février).